# Gibon kápový
Gibon kápový (Hylobates pileatus) je primát z čeledi gibonovití (Hylobatidae), jenž se vyskytuje v Zadní Indii.

## Výskyt
Gibon kápový se přirozeně vyskytuje na poloostrově Zadní Indie, a sice v jihovýchodním Thajsku, jihozápadním Laosu a západní Kambodži. Východní hranici areálu výskytu představuje řeka Mekong. Přirozeným prostředím gibona kápového jsou vlhké, sezónně stálezelené lesy, případně smíšené opadavé a stálezelené lesy. V Kambodži žije až do nadmořské výšky 1 500 m n. m.

## Popis
Gibon kápový měří 45 až 64 cm a hmotnost se pohybuje mezi 4 až 8 kg, s průměrem 5,5 kg u samců a 5,4 kg u samic. Podobně jako ostatní giboni se vyznačuje štíhlým tělem, dlouhými pažemi a chybějícím ocasem; u obou pohlaví však chybí hrdelní vak, jenž se u některých zástupců objevuje. Gibon kápový představuje druh s výrazným pohlavním dimorfismem. Osrstění samců je černé, s bělavou prodlouženou srstí na uších, bílým čelem a vroubením očí, bílé či stříbřité jsou rovněž prsty předních i zadních končetin. Samice mají kouřové zbarvení, s černě vybarveným temenem, černými tvářemi i hrudí. Právě tato „kápě“ vynesla druhu jeho jméno. Mláďata se rodí s krémově hnědou srstí.

## Chování
Gibon kápový je, podobně jako ostatní zástupci gibonovitých, monogamní. Žije v malých rodinných skupinkách, nárokujících si své území pomocí táhlého volání. V thajské rezervaci Khao Soi Dao si místní skupiny vymezují domovské území o rozloze 0,36 km2, přičemž asi 0,16 až 0,27 km2 představuje teritorium využívané výhradně konkrétní skupinou. Dospělci jsou aktivní více než 8 hodin denně, přičemž tuto dobu tráví odpočinkem (37 %), krmením (26 %), přesuny (25 %), vzájemnou péčí (5 %), vokalizacemi (4 %) a hrou (3 %). Gibon kápový preferuje střední stromová patra, nicméně přesouvat se může i do horních či spodních pater lesních porostů. Pozoruhodné je, že vyjma pro gibony typické brachiace se často pohybuje pomocí šplhání, skákání, a objevuje se dokonce i bipedie. Gibon kápový se živí především plody, případně i květy – tyto dvě složky zahrnují 85 % jeho jídelníčku. Zbytek stravy tvoří listy a jiná rostlinná potrava, v malé míře i hmyz.
Podobně jako v případě dalších gibonů, i samice gibona kápového rodí nejčastěji jedináčka. Průměrná doba březosti trvá 6 až 7,5 měsíce. Samice své mládě kojí 1 až 2 roky, nicméně mladí giboni zůstávají na svém rodném území až do dosažení pohlavní dospělosti. Samice dospívají ve věku kolem 7,5 roku, samci mezi 5 až 8 lety. V Národním parku Khao Yai v Thajsku gibon kápový hybridizuje s gibonem lar (Hylobates lar); park představuje možná poslední část historicky rozsáhlé kontaktní zóny mezi oběma druhy, zaniklé v důsledku ztráty přirozeného prostředí.

## Ohrožení
Mezinárodní svaz ochrany přírody (IUCN) pokládá gibona kápového za ohrožený druh, přičemž předpokládaný populační pokles činil za období mezi lety 1970–2015 více než 50 %. Hlavními hrozbami jsou, v závislosti na obývaném území, ztráta přirozeného prostředí a pytláctví. Podle odhadů IUCN z roku 2015 žije největší množství gibonů v Kambodži; hlavní baštou těchto opic jsou Kardamomové hory, kde dle odhadů žije asi 20 000 jedinců (celková velikost kambodžské populace činí dle odhadů 35 000 jedinců). V Thajsku žije odhadem 12 000 jedinců, laoská populace je uváděna jako „výrazně menší“, bez konkrétní kvantifikace.